# Эмилия-Романья
Эми́лия-Рома́нья (итал. Emilia-Romagna, эмил.-ром. Emégglia-Rumâgna) — административная область (ранее компартименто — итал. compartimento, регион — итал. regione) в Итальянской республике.
Топоним Aemilia относится к местности, заселённой в древности кельтскими племенами лингонов, сенонов и бойев, которые были уничтожены Древним Римом. Она получила название от римской военной Эмилиевой дороги, проходившей от города Плаценция (ныне Пиаченца) на реке По до города Ариминум (ныне Римини) на Адриатическом море, всего на протяжении около 300 километров.

## Физико-географическая характеристика
Область Эмилия-Романья простирается от Адриатического моря на востоке через Апеннинские горы, немного не доходя до Лигурийского моря на западе. Область состоит из двух исторических частей: Эмилии (северо-запад, земли вдоль Эмилиевой дороги) и Романьи (юго-восток).
Площадь области — 22 446 км² (7,3 % территории Италии). С востока на запад протяжённость составляет примерно 200 км, с юга на север — примерно 100 км.
Административный центр области — город Болонья.
Эмилия-Романья — одна из самых больших областей Италии. Она граничит с Ломбардией и Венецией на севере, Лигурией и Пьемонтом — на западе, Тосканой и Марке — на юге. На востоке омывается Адриатическим морем. Между Эмилией-Романьей и Марке расположено небольшое независимое государство — Республика Сан-Марино.
На территории области представлены три вида климата. В равнинной зоне климат континентальный (холодные и туманные зимы, жаркое лето), в горной зоне — альпийский (холодная зима и прохладное лето), в прибрежной зоне — умеренный с холодными северо-восточными ветрами.
Область богата реками: По, Треббия, Парма, Энца, Панаро, Рено, Секкья, Нуре (ит.), Арда, Рубикон и др., большинство из них берёт своё начало в Апеннинах.

## История

### Ранний период

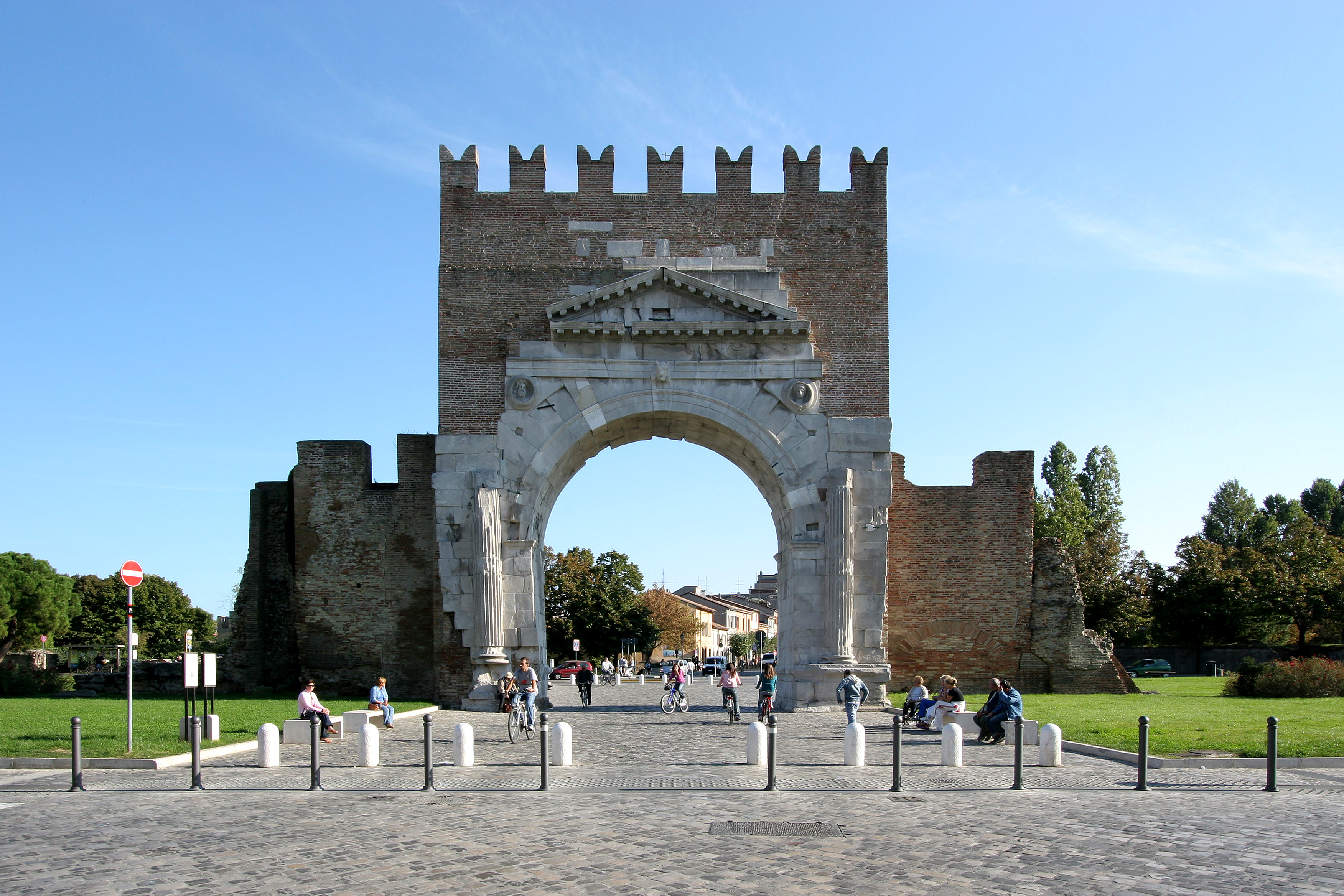
Арка Августа в Римини — древнейшая римская триумфальная арка в регионе

Как показывают результаты археологических раскопок, Эмилия-Романья начала заселяться в эпоху неолита. В VI веке до н. э. её заняли этруски, в IV веке кельты, в III веке область завоевали римляне и соединили её с Лигурией. Римляне провели первое систематическое обустройство этих земель. Регион был трансформирован в укреплённую базу между Италией и Галлией.
Своё название Эмилия область получила от имени Марка Эмилия Лепида, римского военачальника и дипломата. В 175 году до н. э. под его началом была проложена дорога (via Aemilia) от Ариминиума (современный Римини) до Плаценции (современная Пьяченца), названная его именем. Вдоль этой дороги построены главные города области, кроме Равенны и Феррары.

### Средние века
С падением Римской империи в 402 году н. э. император Гонорий перенёс столицу из Рима в Равенну, превратив регион в политический центр Западной Римской империи на следующие несколько десятилетий. С 493 года Равенна была столицей остроготов. В 540 году Юстиниан I завоевал эту территорию и основал Равеннский экзархат. В 751 году Равенна была захвачена лангобардами. Даром Пипина Короткого в 756 году часть территории нынешней Эмилия-Романьи была передана в состав Папской области.
В Средние века область завоевали лангобарды. Только Равенна и Форли всё ещё продолжали принадлежать Восточной Римской империи. Более того, Равенна стала столицей, а близлежащие территории получили название Романья. XV—XVI века стали периодом расцвета Феррары и Модены под властью династии д’Эсте и Пармы и Пьяченцы под властью династии Фарнезе. В это время Болонья и Равенна находились в составе Папской области.

### Новейшее время
В 1797 году область оккупировали французские войска под командованием Наполеона Бонапарта. Регион стал частью Циспаданской (а позже Цизальпинской республики).
В 1815 году после Венского конгресса была восстановлена прежняя форма правления.
В 1860 году Эмилия и Романья вошли в состав объединённой Италии. Парма, Пьяченца и Модена были независимы от папы и были присоединены к Итальянскому королевству при его образовании в 1859—1861 годах.
На 1901 год в Эмилийских провинциях проживало 2 451 752 жителей.
На 1931 год в компартименто Эмилия проживало 3 217 746 жителей.
На 1937 год Эмилия включала в себя округа Болонья, Феррара, Форли, Модена, Парма, Пиаченца, Равенна и Реджо Эмилия общей площадью 22 117 квадратных километров.
В 1947 году Эмилия вместе с Романьей сформировала регион Эмилия-Романья.

### Современный период
В мае 2023 года произошло крупное наводнение. За 36 часов выпала норма шестимесячных осадков. 17 человек погибло. Суммарный ущерб составил около 10 млрд евро. 
В сентябре 2024 года снова произошло крупное наводнение. Из Равенны и Болоньи было эвакуировано около тысячи человек. Было остановлено движение региональных поездов. Наводнение было вызвано циклоном «Борис», который также вызвал наводнения в остальной Центральной Европе. 21 сентября было объявлено чрезвычайное положение, и были выделены 20 млн евро на устранение последствий наводнения. Наводнением было охвачено большинство тех участков, которые затопило в мае 2023 года.

## Административное деление

Провинции и метрополитенский город Болонья на карте области Эмилия-Романья

Область разделена на 8 провинций и 1 метропольный город:
| № | Провинции и метропольный город | Площадь (км²) | Население (чел.) 2020 | Плотность (чел./км²) | Число коммун |
| - | ------------------------------ | ------------- | --------------------- | -------------------- | ------------ |
| 1 | Болонья                        | 3702          | 1 015 108             | 262,9                | 55           |
| 2 | Феррара                        | 2632          | 345 691               | 135,8                | 21           |
| 3 | Форли-Чезена                   | 2377          | 394 627               | 162,9                | 30           |
| 4 | Модена                         | 2689          | 705 422               | 255,1                | 47           |
| 5 | Парма                          | 3449          | 452 022               | 125,1                | 44           |
| 6 | Пьяченца                       | 2589          | 287 780               | 110,0                | 46           |
| 7 | Равенна                        | 1858          | 389 235               | 206,6                | 18           |
| 8 | Реджо-нель-Эмилия              | 2293          | 531 891               | 225,6                | 42           |
| 9 | Римини                         | 863           | 339 437               | 377,0                | 27           |

## Города
Города с богатым исторически-культурным наследием: Болонья (здесь основан первый университет в христианском мире), Равенна, Римини, Феррара и др.

## Население
Население составляет 4,459 тыс. человек по данным Евростата за 2019 год (7,5 % населения страны на 2019 год). Плотность населения — 195,02 человек на км². Распределение населения по области очень сбалансировано из-за отсутствия мегаполисов. Население важнейшего промышленного и торгового центра области — города Болонья — составляет около 10 % населения области. В области имеет место тенденция к увеличению численности населения, не столько благодаря увеличению уровня рождаемости, сколько большому числу иммигрантов из других областей Италии. По данным ISTAT на 2006 год, 6,8 % населения Эмилия-Романьи — иммигранты.
Крупные города: Болонья (369 000, с пригородами — 535 000), Модена (175 000), Парма (156 000), Реджо-нель-Эмилия (141 000), Равенна (138 000), Феррара (130 000), Римини (128 000) Форли (108 000), Пьяченца (95 000), Чезена (93 000), Имола (64 000), Фаэнца (53 000).

## Экономика

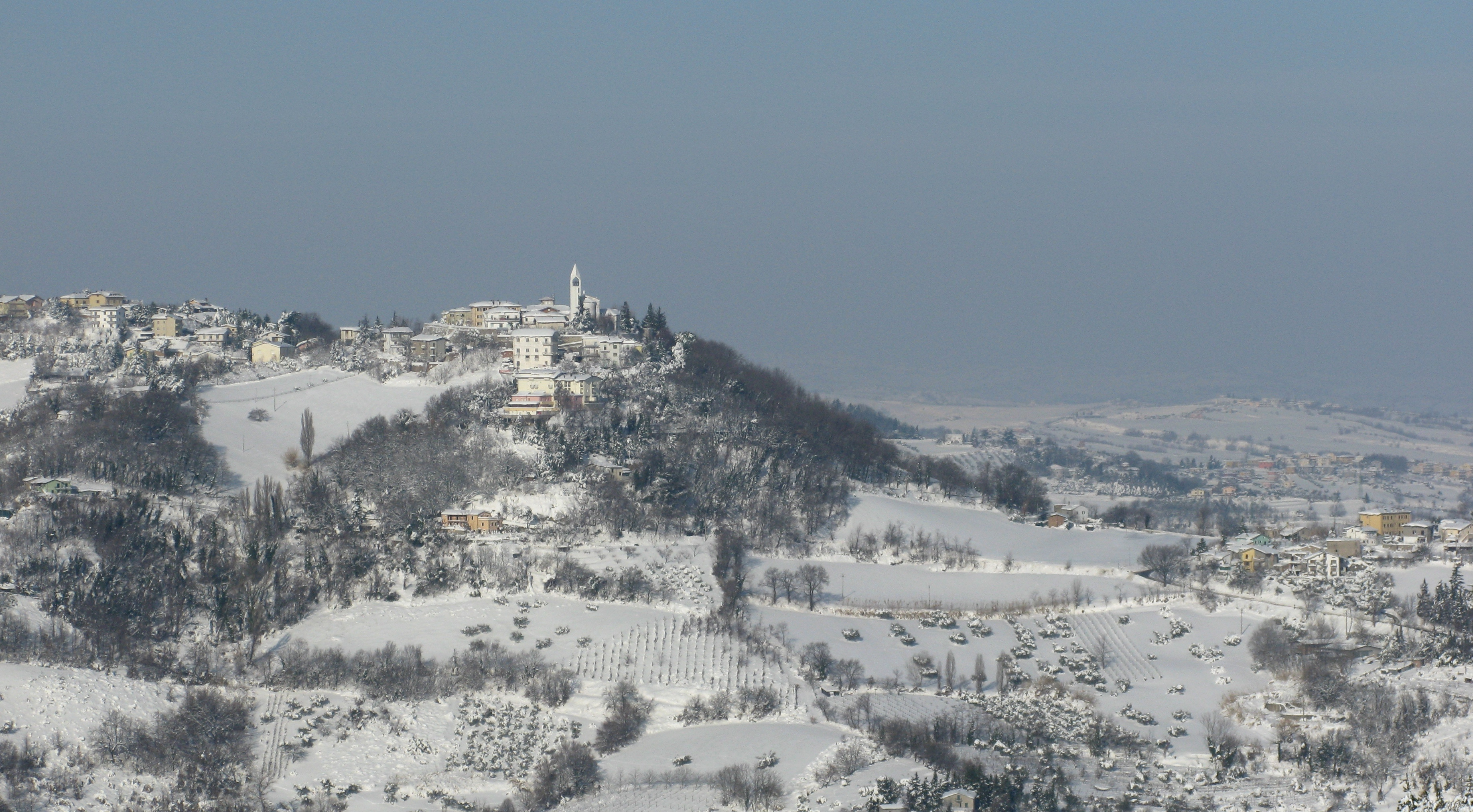
Джеммано в Эмилия-Романья 9 февраля 2012 года во время аномальных морозов в Европе

Эмилия-Романья считается одним из самых богатых европейских регионов по уровню ВВП на душу населения с очень низким уровнем безработицы. По статистике Unioncamera, Болонья и Модена являются самыми богатыми городами Италии после Милана и Биеллы. Болонья в 2007 году также заняла первое место по уровню жизни населения среди городов Италии. По данным Eurostat, Эмилия-Романья занимает двадцать третье место по уровню ВВП на душу населения среди европейских регионов и третье место в Италии после Автономной провинции Больцано и Ломбардии.
Основные отрасли экономики — пищевая, механическая, электрическая, текстильная, керамическая, автомобилестроение, сельское хозяйство.
Важный источник доходов — сельское хозяйство (зерноводство, картофелеводство, выращивание лука и помидоров, виноградарство и плодоводство, разведение крупного рогатого скота, свиноводство и др.). Сильные гастрономические и винодельческие традиции: сыр Пармезан, пармская сырокопченая ветчина, вина «Lambrusco», «Trebbiano», «Sangiovese».
Традиция скрипичных мастеров (Сесто Рокки (ит.) и другие).
Автомобильная промышленность представлена Ламборгини, Ferrari, Ducati, Мазерати.
Развит туризм (сети курортов на берегу моря).
Преобладание сельскохозяйственных угодий, расположенных на склонах холмов и гор, объясняет высокий удельный вес производства гусеничных тракторов. Это особенность сельскохозяйственного машиностроения Италии, её международная специализация. В наибольшей мере тракторостроение развито в важнейшем сельскохозяйственном районе страны — Эмилия-Романье, в городах Реджо-нель-Эмилия, Модена, Болонья, Пьяченца, Судзара.

### Виноделие

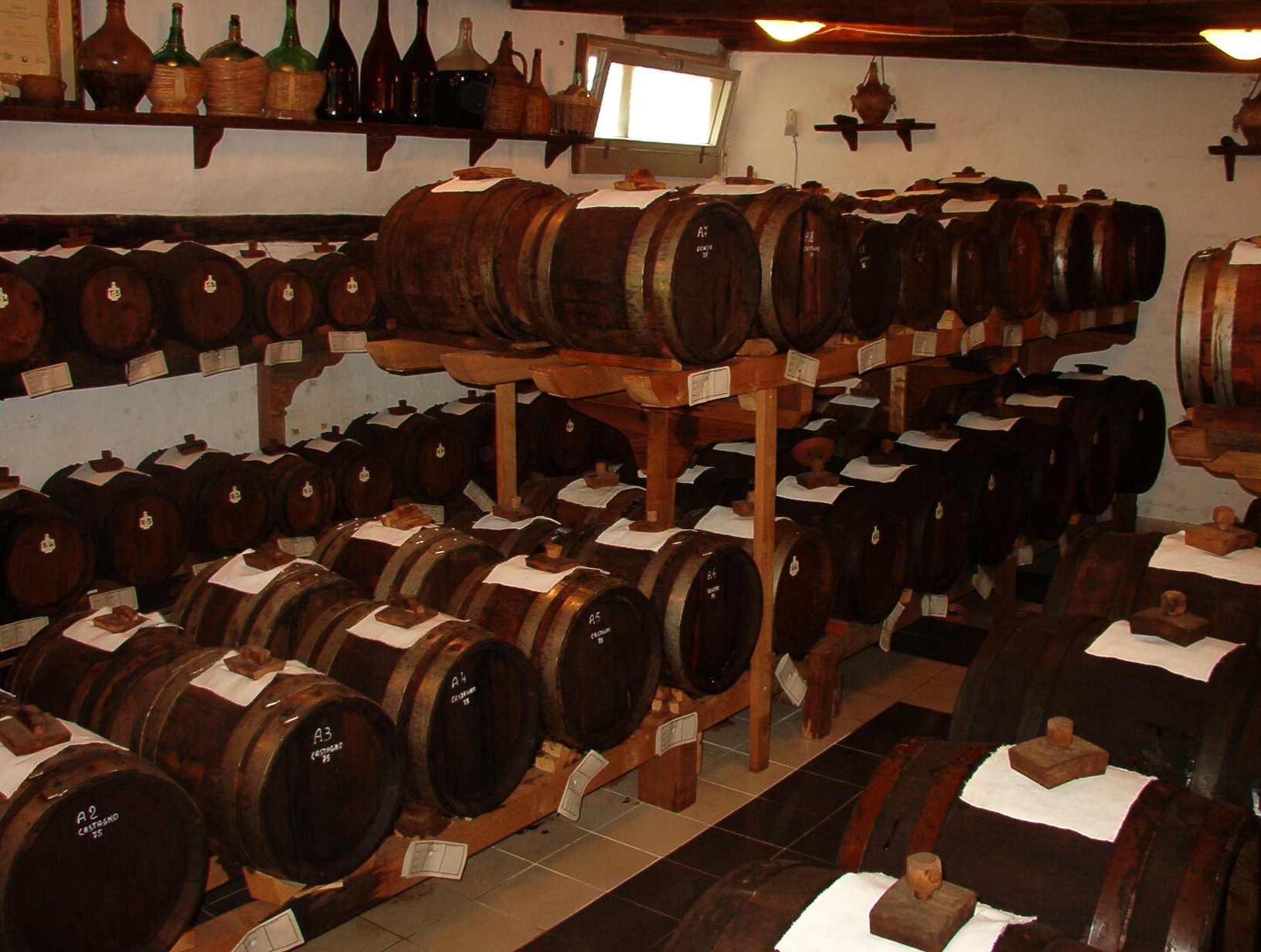
Традиционный бальзамический уксус в бочках

«Визитной карточкой» области является красное игристое ламбруско Lambrusco (сухое или полусухое). Это игристое вино от пурпурного до розового оттенков, производят из одноимённого винограда, выращенного на высоких шпалерах, преимущественно на равнинах к югу от реки По. Традиция производства шипучих вин фридзанте (итал. frizzante) сильна и распространена в Эмилии повсеместно, не только в зоне Ламбруско. Многочисленные Frizzante делаются и из белых сортов винограда Мальвазия, Треббьяно, Ортруго и из красных Бонарда и Барбера.
С другой стороны, Романья известна больше своими тихими винами, хотя здесь работа по выводу виноделия на новый качественный уровень только начинается. Можно найти достойные санджовезе, как и несколько десертных вин из автохтонного сорта альбана. В холмистой части Пьяченцы, Болоньи и Пармы производят тихи вина Эмилии. Здесь можно встретить очень достойные Каберне, Мерло, Барберу и прочие вина. Но в целом, виноделие Эмилии больше тяготеет к легковесным, неглубоким и не очень серьёзным винам. Экспортируемое Ламбруско, как правило, сладкое, хотя сами итальянцы отдают предпочтение сухому с контролируемым происхождением DOC, так как именно сухое ламбруско наиболее подходит к богатой и тяжёлой кухне региона. Ежегодно производится более 50 млн бутылок ламбруско.
На юго-востоке провинции, в исторической Романье, лежит зона производства самых известных вин — Альбана, Санджовезе и Треббьяно ди Романья. Есть в области и действительно интересные и редкие находки как среди игристых, так и в числе тихих вин. К таким раритетным и очень интересным винам можно отнести белое Пагадебит (ит.) DOC, известное с римских времен, и красное сладкое Канъина (ит.) DOC.

## Главы
- Гвидо Фанти[итал.] (23 июля 1970 – 8 мая 1976)
- Серджо Кавина[итал.] (21 мая 1976 – 22 декабря 1977)
- Ланфранко Турчи[итал.] (7 января 1978 – 23 марта 1987)
- Лучано Герцони[итал.] (23 марта 1987 – 24 июня 1990)
- Энрико Боселли (24 июня 1990 – 5 июля 1993)
- Пьер Луиджи Берсани (6 июля 1993 – 17 мая 1996)
- Антонио Ла Форджиа[итал.] (17 мая 1996 – 3 марта 1999)
- Васко Эррани (3 марта 1999 – 8 июля 2014)
- Стефано Боначчини (24 ноября 2014 – 12 июля 2024)
- Ирене Приоло (и.о.) (с 2024)

## Кухня
Эмилия-Романья — один из гастрономических центров Италии. Местная кухня основана на мясе, сырах, макаронных изделиях домашнего производства. Именно в этой области впервые начали готовить знаменитую итальянскую лазанью и соус болоньезе. Другие известные кулинарные продукты — борленго, карроцца, ночелло, тортелли.